# Mehdi Shiri
Mehdi Shiri (31 de janeiro de 1991), é um futebolista iraniano que joga como meia. Atualmente, joga pelo Malavan.

## Carreira

### Estatísticas
- Atualizado em 10 de Maio de 2013

| Performance clube | Performance clube | Performance clube | Liga | Liga | Copa      | Copa      | Continental | Continental | Total | Total |
| Temporada         | Clube             | Liga              | Apps | Gols | Apps      | Gols      | Apps        | Gols        | Apps  | Gols  |
| Irã               | Irã               | Irã               | Liga | Liga | Hazfi Cup | Hazfi Cup | Ásia        | Ásia        | Total | Total |
| ----------------- | ----------------- | ----------------- | ---- | ---- | --------- | --------- | ----------- | ----------- | ----- | ----- |
| 2013–14           | Malavan           | Iran Pro League   | 14   | 0    |           | 0         | –           | –           |       | 0     |
| Total             | Irã               | Irã               | 14   | 0    |           | 0         | 0           | 0           |       | 0     |
| Total             | Total Carreira    | Total Carreira    | 14   | 0    |           | 0         | 0           | 0           |       | 0     |